# Corazón D' Roto
Corazón D' Roto es el segundo álbum de la banda chilena Gufi. Este disco cuenta con 14 temas, con canciones tanto en inglés como en español. «Intoxication» fue el primer sencillo, y el segundo «Enchúlame el Corazón». Este disco continua con la temática de "supervivencia juvenil" que trae su disco anterior: una reseña en Emol destaca como este trabajo de Gufi muestra "Postales generacionales de clase media que merecen ser tomadas en serio." Curiosamente el tema 12, «Loko loko» fue interpretado en vivo por la banda el 2006 en el Festival Hit Me 2006.En enero de 2010 sale su tercer sencillo «Montón(U&Me)».

## Lista de canciones
1. "Everyone" - 1:41
2. "Apariencia" - 3:38
3. "El Bar De Rene" - 2:09
4. "Condón" - 2:43
5. "Abuela" - 1:33
6. "Ganas" - 2:51
7. "Intoxication" - 1:57
8. "All Fuckin' Right" - 1:28
9. "Enchúlame El corazón" - 2:20
10. "Sunny Day" - 1:08
11. "Kedate Conmigo" - 3:13
12. "Loko Loko" - 2:39
13. "Maricones ("Don Lore")" - 2:24
14. "Montón ("U & Me")" - 2:18